# Gallt Llanerch - Coed Gelli-deg
Gallt Llanerch - Coed Gelli-deg és un Indret d'Especial Interès Científic (o SSSI, per les seves sigles en anglès) situat a Cwm Gwaun, Sir Benfro, Gal·les. Va ser designat SSSI el gener del 1954 en un intent de protegir els seus fràgils elements biològics. La zona té una àrea de 30.47 hectàrees i és gestionada pel Cyfoeth Naturiol Cymru.

## Tipologia i característiques
La zona va ser designada com a Indret d'Especial Interès Científic per les seves qualitats biològiques. A Gal·les, els SSSI han comptabilitzat un total de 142 espècies diferents d'animals i 191 espècies diferents de plantes.
Aquest indret té dues característiques principals:
- Boscos latifoliats
- Líquens típics de boscos antics

L'indret té una particularitat, i és que durant les dues Guerres Mundials va salvar-se de la tala d'arbres que va assolar molts dels boscos del Regne Unit; alguns roures han sobreviscut. Algunes espècies no natives de Pembrokeshire van ser introduïdes anteriorment, com ara el Faig o el Sicòmor, però en els últims anys han estat retirats gradualment del bosc, ja que l'ombra que produeixen ambdues espècies és perjudicial per molts dels líquens.